# Posvícení

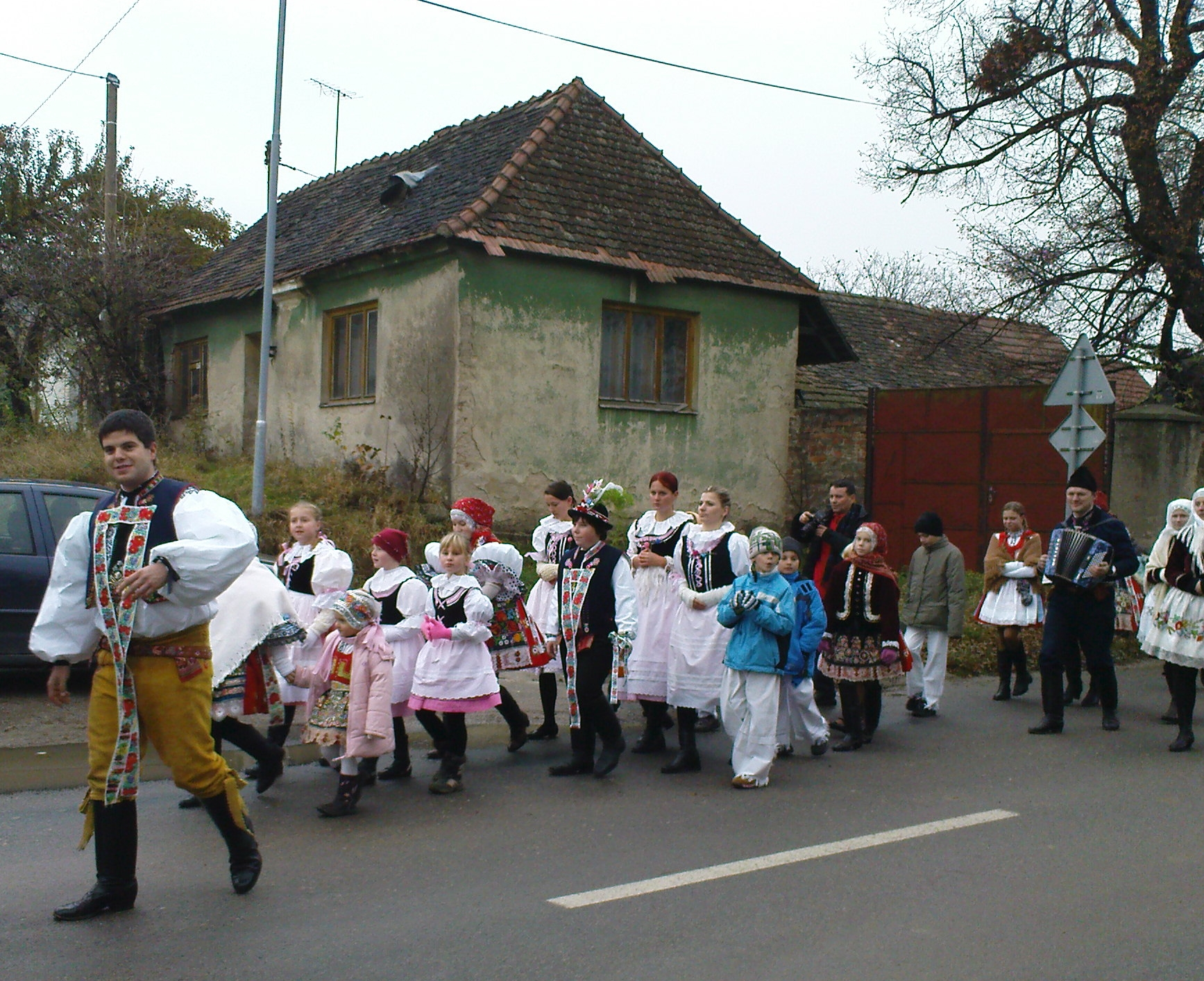
2. ročník obnovených hodů v dolňácké obci Bohuslavice u Kyjova (listopad 2009) – průvod obcí vede stárek v kroji, který má na sobě jako jediný žluté kalhoty z jelenice

Posvícení (na Moravě hody, ve Slezsku krmáš s různými formami pravopisu (krmaš/karmaš/kiermaš/kiermasz aj., v bývalé německé jižní Moravě kiritog, a to z něm. Kirtag, co se v místních i východorakouských dialektech vyslovuje přesně kiritóg) je vzpomínková slavnost na posvěcení kostela. Naproti tomu odpust (např. na Hlučínsku) znamená svátek patrona kostela, výroční pouť.

## Další informace
Výraz „posvícení“ znamená totéž co „posvěcení“. Dostavba kostela byla pro obec mimořádná událost, protože jeho stavbě obyvatelé obvykle věnovali mnoho práce a dle možností i peněz. Církev sama kostely zpravidla nestavěla, ale po dokončení kostel převzala a starala se (a stará) o jeho provoz i údržbu, včetně přípravy a přidělování duchovních jednotlivým farnostem pro službu církvi a Bohu. Výroční slavnost posvěcení kostela se také často označuje jako výroční pouť či prostě pouť – tento název se přenesl i na zábavu, která takovou oslavu doprovázela, a rozšířil se i na zábavní parky, které ztratily či nikdy neměly náboženskou souvislost.
Po dokončení stavby nemohl být kostel hned použit pro bohoslužby. Nejprve se musel slavnostním způsobem vyjmout ze světské sféry a posvěcením jej slavnostně vyčlenit pro služby Bohu. Den předem se vše připraví, zvenku kolem kostela se postaví dva nebo tři polní oltáře. Ráno se začne s modlitbou u jednoho z nich. Světící biskup 3× obejde kostel za zpěvů a modliteb, zdi kropí svěcenou vodou. Kostel je uzamčen a uvnitř je kněz. Pokaždé, když jde biskup s průvodem kolem těchto dveří, zaklepe na ně berlou, pronáší říkání a kněz uvnitř mu odpovídá. Potřetí na ně zaklepe berlou, udělá znamení kříže a dveře se otevřou. Pak uvnitř světí svěcenou vodou oltář. Po vysvěcení oltáře biskup s průvodem vyjde ven, převezme schránku s ostatky vybraného světce – patrona kostela, znovu s nimi obejde kostel a uloží je do oltáře. Následuje vysvěcení soch a obrazů a slavnostní první mše svatá.
Posvícení se původně slavilo ve výroční den posvěcení kostela, které je označováno termínem dedicatio. Výročí posvěcení chrámu bývala vždy velmi slavnostně připomínána. Jejich průběh byl podobný jako průběh oslavy svátku patrona chrámu (svatého, kterému je kostel zasvěcen), patrocinia. V průběhu let se tyto zvyky ustálily a někde dokonce splývají pojmy pouť a posvícení. U některých kostelů, zejména farních, se slavilo v jinou dobu dedicatio a v jinou patrocinium.
Obvyklými atributy posvícení jsou posvícenské koláče, místní speciality (hnětynka), taneční zábavy a průvody s maskami. Místy, především na Moravě, se při posvícení či hodech staví máje, kolem níž poté chasa tančí, jinde se naopak máje staví na jaře (v máji) a při hodech ji chasa kácí. Bývá zvykem, že stárci máji hlídají, neboť se ji chasa ze sousední obce pokouší ukrást, podříznout nebo ukrást její věnec. Pokud se to sousedům povede, je to pro okradenou vesnici velká ostuda. Při hlídání máje dochází i ke rvačkám (zejména ve spojení s konzumací alkoholu). 
V některých regionech při této slavnosti figurují i zvířata jako beran, houser, kačer nebo kohout, která se, často různě ozdobená, nosí nebo vodí v průvodu po vesnici, avšak dříve bývala nezřídka i zabita (stínání kohouta nebo berana, tlučení kačera nebo housera cepem). Patrně to byl přežitek krvavých obětí z pohanského období. Dnes už je takovéto zabíjení zakázáno, ale někde chasa dosud při hodech vyzdobeného berana vodí po vesnici (Slovácko) nebo „soudí“ (Horácko, hlavně kolem Bystřice nad Pernštejnem). Souzení berana je jakýmsi lidovým divadlem, při němž se čtou beranovy "hříchy" a soudce za ně berana odsoudí ke stětí hlavy. Pak ale beran buďto dostane pardon nebo se stíná jeho atrapa. Dříve kolem uvázaného berana tancovala chasa za zvuků hudby, stráci se šavlemi, až ho jeden z nich setnul. Bývalo při tom pokládáno za velkou potupu, pokud stárek nesťal berana prvním sekem.
Na Slovácku se místy (Skoronice) udrželo kradení káčera, který je ozdobený pentlemi a květinami a usazený v koši, představuje vlastně symbol hodů. jeho ukradení chasou ze sousední vesnice je podobnou pohanou jako ukradení nebo pokácení máje.
Traduje se, že první posvícení slavil při svěcení chrámu v Jeruzalémě král Šalomoun. Vzhledem k nejednotnosti oslav posvícení a tudíž nepracovních dnů v rámci císařství nařídil císař Josef II. roku 1786 po celé zemi slavit posvícení třetí říjnovou neděli po svátku svatého Havla; odtud se odvozuje také často používaný termín Havelské posvícení, nebo také císařské posvícení nebo hody. V některých vsích pak si poddaní slavili oboje hody – svoje původní a ještě císařské.
V nové době v obcích, kde není známé datum posvěcení kostela, se drží dále tzv. císařského posvícení, jinak přešli k oslavám na den známého data. V roce 1918, při vzniku naší republiky, silně ožila tradice svatováclavská, proto v některých vsích si zavedli hody svatováclavské. A je zajímavé, že se tak stalo i v několika německých vsích v sudetském území. V dnešní době se však stále více stává, že se vesničané sami mezi sebou dohodnou, kdy si posvícení udělají, a tak ho mohou mít každý rok v jiném datu.
Na Moravě, například na Slovácku, se posvícení říká hody a celý svátek organizuje tzv. stárek a stárka, tj. zvolený mládenec a dívka (od „starší (tovaryš)“). Na Horácku nebo Brněnsku se používají názvy stárek, stárková, místy k nim přistupují i mládek a mládková. Někde vystupuje při hodech jen jeden stárek a stárka, jinde je párů stárků více.